# 汉阳兵工厂

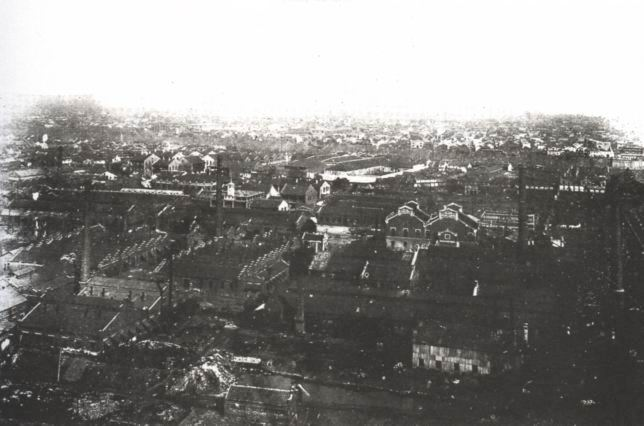
汉阳兵工厂照片

汉阳兵工厂又名湖北兵工廠，簡稱漢廠，前身是1890年由时任湖广总督张之洞创办的湖北枪炮厂。

## 沿革
1889年原本计划在广州石门建厂，张之洞认为湖北地理条件适中，水路交通方便煤铁资源丰富为由，上奏清朝移至汉阳。1890年4月7日，清廷准奏，正式定名湖北枪炮厂。漢廠開工時引進德國步槍技術並大量生產生产後世称為“汉阳造”的步槍。漢廠擁有来自德国的煉鋼與火炮製造設備，通過這些設備漢廠能生产枪炮及其弹药与其配套的炮架，成為當時中國少有可以生產各式陸軍用輕重兵器之兵工廠。1904年改名為湖北兵工廠。
抗日战争時期漢廠應國家需要進行拆遷，改組為兵工署第一兵工廠。為了有效率的內遷，工廠被計劃性的逐步拆遷至西南地區，機具則被轉移至其他兵工廠進行專業分工，在四川復工後只生產中正式步槍與少量炮彈，重要性大不如前。
抗日戰爭結束後接受軍事工業重組停辦，所有設備併入兵工署二一兵工廠（金陵兵工廠遷廠至重慶江北區，接收漢陽兵工廠部分設備並改名為「兵工署二一兵工廠」，即今日之中華民國國防部軍備局第二０五廠），中國近代兵工史上擁有重要地位的漢陽兵工廠於1946年走入歷史，其主体离开武汉迁入重庆，成为长安汽车、嘉陵集团、重庆钢铁股份有限公司、建设工业、大江工业控股等企业的前身。